# Andrea Oliveri
Andrea Oliveri (Palermo, 14 gennaio 2003) è un calciatore italiano, centrocampista del Pescara in prestito dall'Atalanta.

## Caratteristiche tecniche
Rapido e veloce, dotato di un'ottima visione di gioco, ha iniziato a giocare come trequartista, prima di essere spostato come esterno di centrocampo nella Primavera dell'Atalanta da Massimo Brambilla.

## Carriera
Cresciuto nei settori giovanili di Palermo e Atalanta, con cui ha vinto una Supercoppa Primavera, l'11 agosto 2022 viene ceduto in prestito al Frosinone. Con i laziali, pur rimanendo ai margini della rosa, conquista la promozione in Serie A.
Il 13 luglio 2023 passa, sempre a titolo temporaneo, al Catanzaro; il 10 maggio 2024, in occasione dell'ultima partita di campionato, segna la prima rete tra i professionisti, nella partita persa per 1-3 contro la Sampdoria. Il 13 luglio 2024 si trasferisce in prestito al Bari. Il 19 agosto 2025 passa in prestito al Pescara.

## Statistiche

### Presenze e reti nei club
Statistiche aggiornate al 13 maggio 2025.
| Stagione        | Squadra         | Campionato      | Campionato | Campionato | Coppe nazionali | Coppe nazionali | Coppe nazionali | Coppe continentali | Coppe continentali | Coppe continentali | Altre coppe | Altre coppe | Altre coppe | Totale | Totale |
| Stagione        | Squadra         | Comp            | Pres       | Reti       | Comp            | Pres            | Reti            | Comp               | Pres               | Reti               | Comp        | Pres        | Reti        | Pres   | Reti   |
| --------------- | --------------- | --------------- | ---------- | ---------- | --------------- | --------------- | --------------- | ------------------ | ------------------ | ------------------ | ----------- | ----------- | ----------- | ------ | ------ |
| 2022-2023       | Frosinone       | B               | 8          | 0          | CI              | -               | -               | -                  | -                  | -                  | -           | -           | -           | 8      | 0      |
| 2023-2024       | Catanzaro       | B               | 26+3       | 1          | CI              | 1               | 0               | -                  | -                  | -                  | -           | -           | -           | 30     | 1      |
| 2024-2025       | Bari            | B               | 29         | 0          | CI              | 1               | 0               | -                  | -                  | -                  | -           | -           | -           | 30     | 0      |
| 2025-2026       | Pescara         | B               | 0          | 0          | CI              | 0               | 0               |                    | -                  | -                  |             | -           | -           | 0      | 0      |
| Totale carriera | Totale carriera | Totale carriera | 66         | 1          |                 | 2               | 0               |                    | -                  | -                  |             | -           | -           | 68     | 1      |

## Palmarès

### Club

#### Competizioni nazionali
- Campionato italiano di Serie B: 1

Frosinone: 2022-2023

#### Competizioni giovanili
- Supercoppa Primavera: 1

Atalanta: 2020